# イニゴ・イディアケス
イニゴ・イディアケス・バルカイステギ（Iñigo Idiakez Barkaiztegi、1973年11月8日 - ）は、スペイン・バスク州サン・セバスティアン出身の元サッカー選手、現サッカー指導者。現役時代のポジションはMF、FW。

## クラブ経歴
バスク州のサン・セバスティアンに生まれ、レアル・ソシエダのカンテラで育成された。1992-92シーズンに19歳でトップチームデビューを果たし、1995-96シーズンからレギュラーに定着した。1998-99シーズンにはキャリアで唯一とある国際大会を経験したシーズンとして、UEFAカップに2試合出場した。2001-02シーズン終了後、契約満了でレアル・ソシエダを退団し、その後はセグンダ・ディビシオンのクラブやイングランドのEFLチャンピオンシップのクラブを転々とした。なお、2004-5シーズンにはダービー・カウンティFCでのプレーが評価され、チャンピオンシップの年間最優秀選手に選ばれている。
2008年に現役を引退してからは監督業をスタートさせ、これまでにCDベリオやカンクンFC、アストン・ヴィラFCのU-21を率いた。

## 人物
2歳上のイマノル・イディアケスは実の兄にあたる。